# Domarskrank

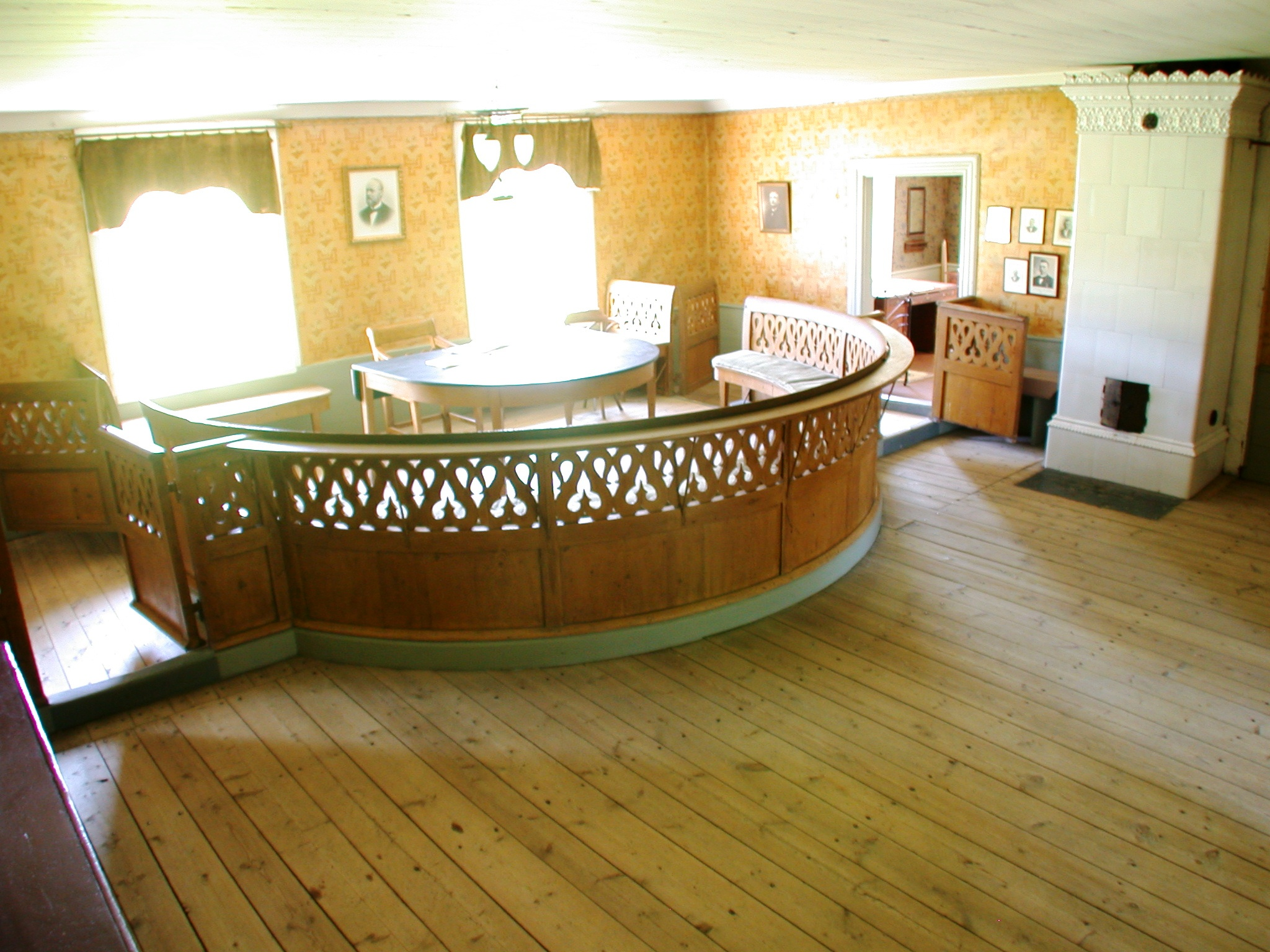
Domarskranket i Långelanda tingshus.

Ett domarskrank är ett räcke som avskiljer rättens aktörer från åskådarna. I Sverige separerade skranket även domaren och nämnden från parterna fram till att Rättegångsbalken trädde kraft 1948. Att "ställas inför skranket" är ett svenskt idiom för att ställas till svars. 
I USA är domarskranket (engelska: bar) synonymt med juristprofessionen. Det är även ursprunget till den brittiska titeln 
barrister.